# نازاري (مسلسل برتغالي)
نازاري (بالبرتغالية: Nazaré‏) هو مسلسل برتغالي.

## قصّة المسلسل
نازاري هي قوة الطبيعة. شابة حازمة وقوية ومستعدة لفعل أي شيء لإنقاذ حياة والدتها، اللتي تحتاج إلى جراحة مكلفة.
في قرية الصيادين، التي تنعم بها الأمواج العاتية، حيث تعيش نازاري، تقوم ببعض العمل الشاق لتوفير بعض المال. صديقها وحبيب الطفولة طوني موجودة دائمًا لدعمها.
سيكتشف قطب صناعة الأخشاب ومالك أتلانتيدا، أنطونيو بلانكو، أن شقيقه وشريكه فيليكس يسرق الأموال من الشركة. سيأمر أنطونيو شقيقه بالخروج من منزله ومغادرة العمل. لكن لدى فيليكس وزوجته فيرونيكا خطة: يأمرون بإشعال حريق في الغابة سيؤثر على حياة الجميع.